# 커밀라 러딩턴
커밀라 러딩턴(Camilla Luddington, 1983년 12월 15일 ~ )은 잉글랜드의 배우이다.

## 출연 작품

### 영화
- 윌리엄 앤 케이트 (2011)
- 더 팩트 2 (2014)
- 저스티스 리그 다크 (2017) - 애니메이션

### 텔레비전
- 그레이 아나토미 (2012-현재)

### 비디오 게임
- 툼레이더 (2013) - 라라 크로프트 역
- 라이즈 오브 더 툼 레이더 (2015)
- 쉐도우 오브 더 툼 레이더 (2018)